# Monomorium vitiense
Monomorium vitiense är en myrart som beskrevs av Mann 1921. Monomorium vitiense ingår i släktet Monomorium och familjen myror. Inga underarter finns listade i Catalogue of Life.